# Xystrota versicolor
Xystrota versicolor là một loài bướm đêm trong họ Geometridae.